# Arixenia esau
Arixenia esau – gatunek skorków z podrzędu Neodermaptera i rodziny Arixeniidae.
Gatunek ten opisany został w 1909 roku przez Karla Jordana. Epitet gatunkowy esau pochodzi od łacińskiej transkrypcji imienia biblijnego Ezawa.
Skorki te mają silnie spłaszczone ciało, u dorosłych samic osiągające od 17 do 27 mm, a u dorosłych samców od 15 do 20 mm długości. Długość ciała u zmierzonych larw I stadium wynosi 6–9 mm, II stadium 11–15 mm, III stadium 12–18 mm, a IV stadium 16–24 mm. Stosunkowo długa głowa wyposażona jest w eliptycznego kształtu oczy. Samice mają czułki nieco krótsze niż w przypadku pokrewnej A. camura. U dorosłych samic górna krawędź epimerytów śródtułowia (łac. mesepimera) ma pośrodku wyraźny kąt. Śródpiersie u dorosłych samców ma od 3,8 do 4,3 mm szerokości, a u dorosłych samic od 4,5 do 5 mm szerokości. Przednia połowa spodniej strony pygidium jest u dorosłych samic naga, zaś tylna połowa porośnięta szczecinkami. Ósmy sternit odwłoka samców różni się od siódmego większą długością, stopniem sklerotyzacji, krzywizną tylnej krawędzi i chetotaksją, zaś dłuższy niż szeroki sternit dziewiąty ma wąski i nierównomiernie oszczeciniony płat tylno-środkowy oraz zaokrąglone i silnie wystające płaty tylno-boczne. Przysadki odwłokowe samca są pośrodku nieco poszerzone i w części wierzchołkowej silnie, ale słabiej niż u A. camura zakrzywione. Larwy wyróżniają się od A. camura górną częścią pygidium prawie dorównującą szerokością najszerszemu miejscu przysadki odwłokowej.
Przedstawiciele rodzaju są związani z bezwłosymi nietoperzami: naguskami obrożnymi (Cheiromeles torquatus). Spotykani są wyłącznie w jaskiniach i dziuplach, zasiedlonych przez te nietoperze oraz na ich ciele. Ich relację określa się w literaturze jako pasożytnictwo zewnętrzne lub komensalizm. Większość czasu skorki te spędzają na guanie zalegającym na ścianach i stropach grzęd nietoperzy, żerując na odżywiających się guanem stawonogach. Na ciała gospodarzy wchodzą prawdopodobnie celem pożywiania się na ich wydzielinach, choć samego żerowania nigdy nie zaobserwowano. Szczególnie chętnie wchodzą na osobniki martwe, umierające i młode. Obserwacje dotyczą jednak tylko młodych stadiów rozwojowych skorków, poukrywanych w fałdach skóry gospodarzy i nie jest jasne, czy starsze nimfy i osobniki dorosłe również wykazują takie zachowanie.
Owady te zamieszkują Półwysep Malajski, Sumatrę i Borneo w południowo-wschodniej części krainy orientalnej. W dziuplach na półwyspie współwystępują z Xeniaria jacobsoni.

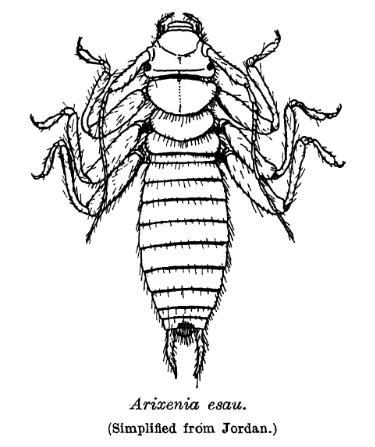
A. esau. Rycina aut. M. Lefroy`a
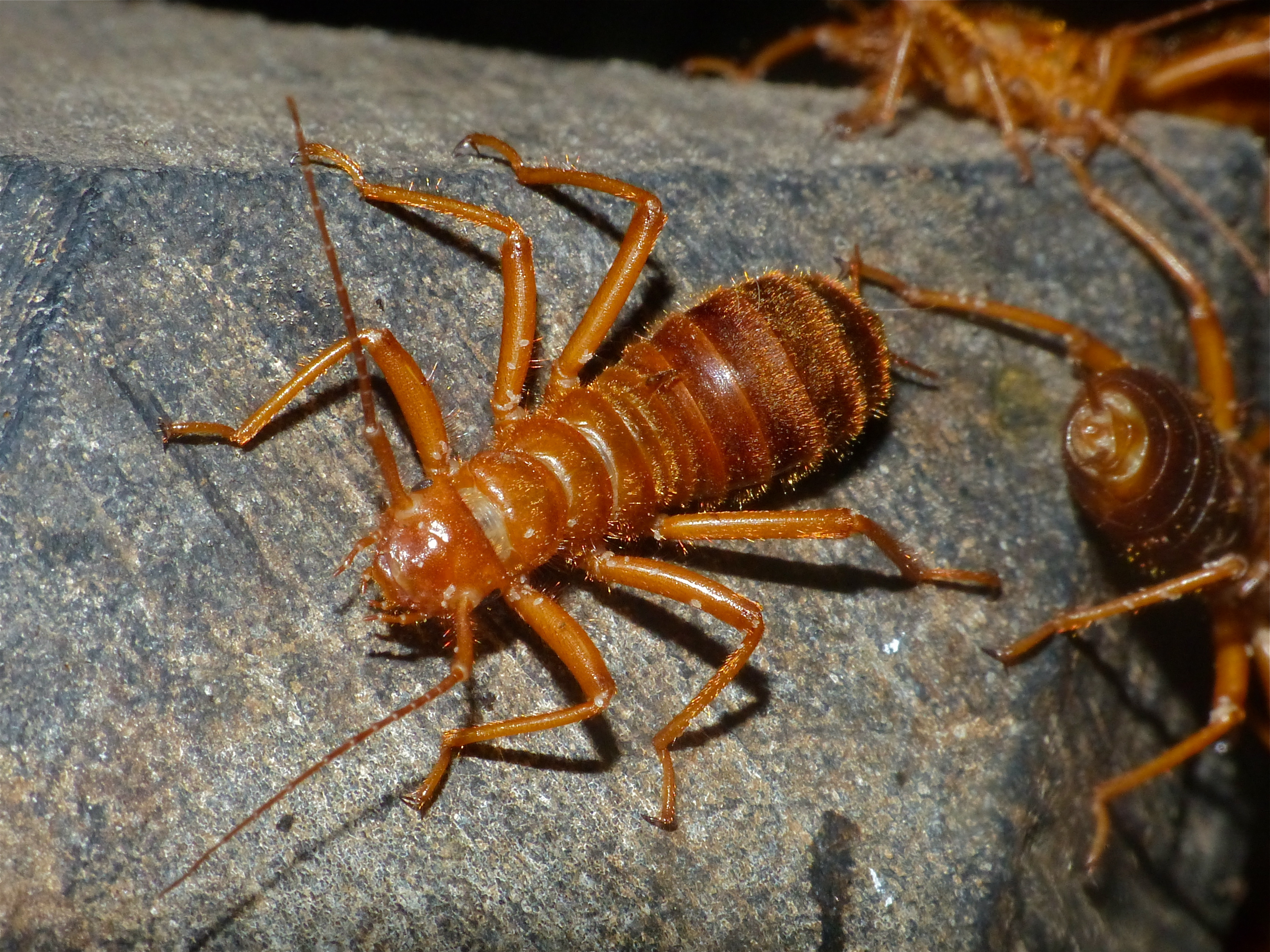
A. esau w malezyjskiej Deer Cave
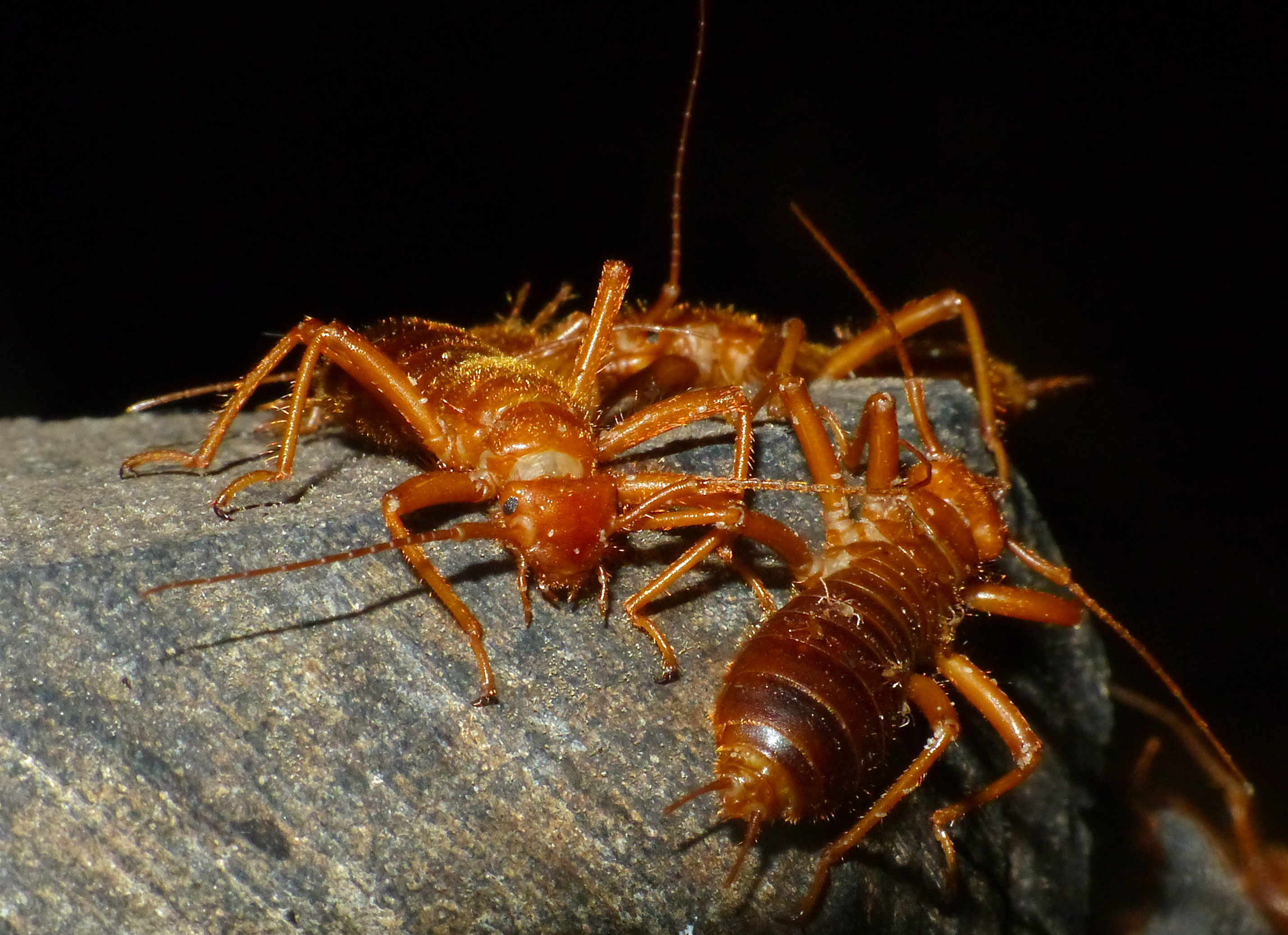
A. esau w malezyjskiej Deer Cave
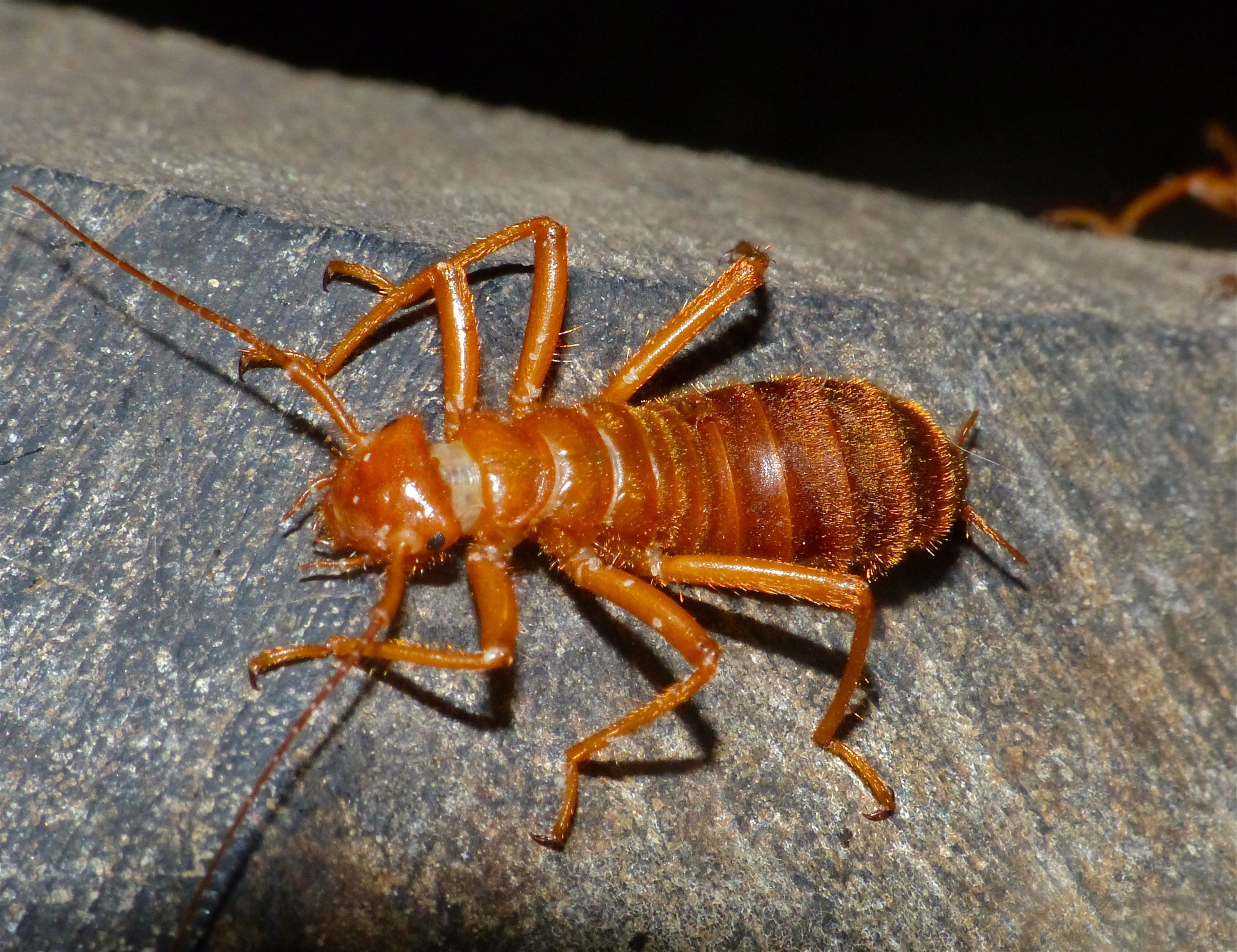
A. esau w malezyjskiej Deer Cave